# Julien Ventre
Pour les articles homonymes, voir Ventre (homonymie).
Julien Ventre est un berger-écrivain, né le 31 août 1935 à Colmars-les-Alpes dans le département des Alpes-de-Haute-Provence.

## Biographie
Toute la famille Ventre est originaire de la haute vallée du Verdon. Le père de Julien, Ambroise, exploite son élevage de mouton dans la « Provence "d'en bas" », à Coudoux, village proche d'Aix-en-Provence. Pour la transhumance estivale, il remonte à pieds, avec son troupeau, la vallée de la Durance jusqu'au hauts alpages de Névache, dans le Briançonnais.
Enfant, Julien Ventre est de tous ces estivages, à la fois éprouvants et passionnants, mais qui seront l'un des sujets importants de ses ouvrages.

## Publications
- L’Étoile de pastre. - Paroles d'un berger de Provence, Le Coudray-Macouard, Cheminements, 1998, 253 p. (ISBN 2-909757-56-0)
- Julien des collines, Le Coudray-Macouard, Cheminements, coll. « Gens d'ici », 2001, 273 p. (ISBN 978-2-258-13033-3)
- Julien, Berger des collines, Clermont-Ferrand, De Borée, coll. « Terre de poche », 2002, 315 p. (ISBN 2-84494-151-6)
- Le Noël de Sylvain, Le Coudray-Macouard, Cheminements, coll. « Le nez à la fenêtre », 2003, 82 p.
- Le Chemin des bergers, Chouzé sur Loire, Maine et Loire, Feuillage, coll. « Les gens d'ici », 2015, audio (ISBN 9791091739481)[2].